# رقص سامایا
رقص سامایا (به گرجی: სამაია) از جمله رقص‌های فولکلوریک اهالی گرجستان است. این رقص توسط سه زن اجرا می‌شود که قدمت آن به دوران پیش از مسیحیت بر می‌گردد (دوران پاگان). گرچه امروزه سامایا نشانگر و نماد ملکه تامار می‌باشد. گرچه پادشاه تامارا در بسیاری از منابع به عنوان ملکه یاد شده‌است. ملکه تامار بعنوان شاه گرجستان یکپارچه در قرن دوازده و سیزده میلادی بعنوان اولین زن سلطنت می‌کرد. نوع لباس این سه زن از نقاشی‌های آبرنگ بجا مانده از پادشاه تامارا برگفته شده‌است. جیرانی این رقص بر اساس اپیزودهای شکار گوزن جادویی ساخته شده‌است.